# Lonesome Luke on Tin Can Alley
Lonesome Luke on Tin Can Alley (o Lonesome Luke in Tin-Can Alley) è un cortometraggio muto del 1917 diretto da Hal Roach e interpretato da Harold Lloyd.

## Trama
Luke è un borsaiolo, si nasconde dai poliziotti in un quartiere malfamato della città. Egli più tardi finisce in un incontro di pugilato con di nuovo la legge alle calcagna.

## Produzione
Il film fu prodotto da Hal Roach per la Rolin Films. Venne girato dal 19 dicembre 1916 al 6 gennaio 1917.

## Distribuzione
Distribuito dalla Pathé Exchange, il film - un cortometraggio di due bobine della durata di 14 minuti - uscì nelle sale cinematografiche USA il 15 aprile 1917.
Copia della pellicola viene conservata a New York negli archivi del Museum of Modern Art